# Jerry Cotton (pel·lícula)
La pel·lícula Jerry Cotton és un remake basat en les novel·les policíaques de la sèrie del mateix nom publicada per Bastei Lübbe Verlag. La comèdia d'acció es va estrenar als cinemes alemanys l'11 de març de 2010. Els actors principals són Christian Tramitz i Christian Ulmen, va ser produïda per Rat Pack Filmproduktion en coproducció amb Studio Babelsberg i dirigit per Cyrill Boss i Philipp Stennert.

## Argument
Al principi, l'agent de l'FBI i addicte al treball Jerry Cotton s'afanya a una nova escena del crim, tot i que fa més de 48 hores que no ha dormit i només ha hagut de rescatar ràpidament una nena de les mans dels seus segrestadors. Un home va ser trobat afusellat al llit d'aigua d'un apartament elegant, i Jerry reconeix el mort com el seu vell adversari Sammy Serrano. Serrano va ser una figura important de l'inframón novaiorquès i va cedir molts contractes a tercers, la qual cosa va fer que ell mateix romangués sense ser reconegut, per això se'l deia el titellaire. Cotton el va processar fa anys pel robatori d'or dels Estats Units, però els càrrecs van ser desestimats per manca de proves: el col·lega de Cotton en aquell moment, Daryl Zanuck, en tenia la culpa.
Interessat a resoldre ràpidament l'assassinat del titellaire, Cotton segueix una pista fins al bordell de Cristallo. Malauradament per a ell, no pot investigar amb el seu estil solitari habitual perquè se li assigna un nou col·lega, Phil Decker, un nouvingut sense talent, acabat de sortir de l'acadèmia de l'FBI i un fanàtic de Jerry Cotton. Jerry ignora la seva ansiosa parella tant com sigui possible i s'infiltra al Cristallo encobert. De fet, aconsegueix guanyar-se la confiança d'una banda de gàngsters liderada pel cap de gàngsters d'origen alemany Klaus Schmidt, i fins i tot se li confia un important servei de missatgeria. Però això aviat resulta ser una trampa, i el mateix Cotton acaba sent el principal sospitós de l'assassinat del titellaire.
Tot l'FBI, especialment el seu cap Mr. High i l'investigador d'afers interns Daryl Zanuck, es tornen contra Jerry Cotton i el persegueixen per tota la ciutat. La dura façana al voltant del Jerry Cotton, d'altra banda, segur de si mateix, comença a enfonsar-se i demana ajuda a Phil Decker, que des de llavors ha estat suspès. Phil Decker veu una oportunitat per rehabilitar-se i ajuda amb la investigació. L'antiga antipatia de Cotton pel seu nou col·lega es converteix en una autèntica amistat masculina després de diversos problemes de dentició.
Cotton i Decker descobreixen que Zanuck va assassinar el gàngster Serrano i es va fer càrrec del seu càrrec de titellaire. D'aquesta manera, va poder completar en secret el seu pla i posar les mans a l'or robat de la Unió dels Estats. Al mateix temps, va atrapar Jerry Cotton i va dirigir la investigació contra ell. Finalment hi ha un enfrontament al port duaner de Nova York.

## Repartiment
- Christian Tramitz: Jerry Cotton
- Christian Ulmen: Phil Decker
- Mónica Cruz: Malena[2]
- Christiane Paul: Daryl Zanuck
- Heino Ferch: Klaus Schmidt
- Jürgen Tarrach: Ruby
- Herbert Knaup: Mr. High
- Moritz Bleibtreu: Sammy Serrano
- Anna Julia Kapfelsperger: Peggy Martin
- Peter Brownbill: Larry Link
- Oliver Kalkofe: Big Morrow
- Bastian Pastewka: Baron Münchhausen
- Günther Kaufmann: Joe Brandenburg
- Lara-Isabelle Rentinck: June Clark

## Producció
La pel·lícula no està dissenyada com una paròdia de les antigues pel·lícules dels anys 60, sinó com una nova interpretació del personatge de Bastei Lübbe. No obstant això, hi ha diversos suggeriments i referències creuades als originals de la pel·lícula. A més de la implementació visual d'estil dels anys 60, també hi ha el Jaguar E-Type vermell, el revòlver Cotton's Smith & Wesson, nombrosos noms de les pel·lícules originals i les novel·les de les revistes (com Steve Dillaggio, John Flybert i Joe Brandenburg).
El Bar Cristallo, on Jerry Cotton s'infiltra encobert, apareix a la primera pel·lícula de Cotton Schüsse aus dem Geigenkasten com la pista de bitlles d'un criminal anomenat Christallo. També hi ha una imatge de George Nader penjada a l'oficina del Sr. High, i el nou Jaguar XKR de Jerry té la matrícula "JC 1954", l'any que es va publicar la primera novel·la. A més, el Cotton March original de Peter Thomas es pot escoltar en una nova versió.
Igual que les pel·lícules originals dels anys seixanta, Jerry Cotton es va rodar a Berlín i Hamburg. Amb l'ajuda d'efectes d'ordinador (Matte paintings), es va utilitzar un estilitzat skyline de Nova York o el port de Nova York en molts plans. Només els vols en helicòpter sobre la ciutat i diversos viatges en cotxe es van filmar en llocs originals de Nova York.
La figura del malvat alemany Klaus Schmidt va ser adaptada al vilà alemany Herrn Starr de la sèrie de còmics Preacher de Garth Ennis.
El nom del cap de l'autoritat d'inspecció del servei, Daryl Zanuck, és una referència al productor de cinema i guionista Darryl F. Zanuck.

## Crítica
| «         | Amb referències idiotes a Men in Black o la clàssica escena d'enfrontament a High Noon, aquesta seriosa comèdia d'acció d'amics també proporciona menjar als cinèfils. A diferència de Neues vom Wixxer, que satiritza les antigues pel·lícules d'Edgar Wallace, Jerry Cotton no és una paròdia i encara fa pessigolles als músculs fins a l'esgotament. | » |
| — Kino.de | |   |

| «               | El thriller criminal Jerry Cotton de Cyrill Boss i Phillip Stennerts no s'acosta a la seva pel·lícula predecessora estilísticament comparable 'Neues vom Wixxer' perquè, malgrat l'aspecte atractiu i un cert encant de basòfia, la taxa de gags és massa baixa i l'objectiu és llançar una comèdia d'acció pura és un error. | » |
| — Filmstarts.de | |   |

| «                 | En aquest sentit, 'Jerry Cotton' és una experiència cinematogràfica entretinguda i divertida per a tots aquells que estan farts de les pel·lícules d'espies massa serioses i volen relaxar-se realment. I l'ull també es cuida: els directors Cyrill Boss i Philipp Stennert van contractar l'elit del cinema alemany en papers més grans i més petits. | » |
| — filmreporter.de | |   |

| «               | Moltes bones idees, alguns gags ben escrits contrasten amb l'excés de cameo, el temps descuidat i la corba de tensió sovint caiguda, de manera que al final et quedes amb la impressió d'haver vist un episodi de Tramitz & Friends massa llarg en lloc d'un llargmetratge independent. | » |
| — Moviepilot.de | |   |

| «        | … L'aspecte de la pel·lícula, els decorats, el vestuari, la barreja de retro i modern són inspiradors, cada imatge sembla com si fos composta i es pot mesurar amb els estàndards internacionals. | » |
| — Cinema | |   |

## Premis
Els dissenyadors de so Manfred Banach, Christian Conrad i Tschangis Chahrokh van rebre una nominació al Deutscher Filmpreis 2011.
Dues vegades Deutscher Kamerapreis 2011 per Jerry Cotton. Torsten Breuer i Stefan Essl van rebre el premi en les categories "Millordirecció de fotografia" i "Millor muntatge".